# James Drummond (botaniste)
Pour les articles homonymes, voir James Drummond et Drummond.
James Drummond, né à Inverarity en  janvier 1787 et mort à Hawthornden (Toodyay), le 26 mars 1863, est un botaniste, naturaliste et explorateur britannique.

## Biographie
Conservateur des jardins botaniques d'Irlande, il se rend en Australie-Occidentale en 1829 et y devient surveillant des jardins du gouvernement. Il explore les parages de l'Avon et la Toodyay valley de 1836 à 1838 puis en 1839 l'île de Rottnest, de 1841 à 1844, les plaines de Victoria, en 1844, le Lac Walyormouring et en 1850-1851 le fleuve Murchinson, en quête de nombreuses variétés botaniques. 
En 1840, il est le premier à alerter le gouvernement sur le danger de la pollution des usines toxiques pour la nature. 
Jules Verne le mentionne dans son roman Les Enfants du capitaine Grant (partie 2, chapitre XVIII). 

## Héritage
James Drummond est l'auteur de plusieurs espèces végétales :
- Boronia molloyae Tall Boronia
- Dasypogon hookeri, J.Drumm., 1843 Pineapple bush
- Drakaea livida, J.Drumm., 1842
- Diuris picta, J.Drumm., 1853
- Dricrastylis reticulata, J.Drumm. ex Harv., 1855
- Dicrastylis stoechas, J.Drumm. ex Harv., 1855
- Gastrolobium leakeanum
- Hakea victoria, Royal Hakea
- Macropidia fumosa, J. Drumm. ex Harv., 1855
- Verticordia grandis, Scarlet Featherflower

Et, au moins, un genre Lepilaena, J. Drumm. ex Harv., 1855